# Christopher Hollyday
Christopher Hollyday (New Haven (Connecticut), 3 januari 1970) is een Amerikaanse jazzsaxofonist en docent.

## Biografie
Christopher Hollyday begon op 14-jarige leeftijd in clubs op te treden en nam in zijn vroege jaren een album op bij zijn eigen jazzbeatlabel; Qua stijl richtte hij zich eerst op Charlie Parker, later op Jackie McLean. In 1988 trad hij op met zijn eigen formatie in de New Yorkse Village Vanguard en in 1989 ging hij op tournee met de Maynard Ferguson Big Band.
Hij wordt beschreven door Allmusic als een van de 'Young Lions' van de late jaren 1980. Hij werd bekend door vier albums, die hij opnam voor het label RCA Novus tussen 1989 en 1992. Op zijn debuutalbum werd hij begeleid door Wallace Roney, Cedar Walton, David Williams en Billy Higgins, op de latere albums o.a. door John Lockwood, Larry Goldings en Brad Mehldau. In januari 1992 werd het bigband-album And I'll Sing Once More uitgebracht, dat formeel sterk doet denken aan Miles Ahead, waarbij o.a. John Clark, Mark Feldman, Scott Colley, Kenny Werner, Scott Robinson en Douglas Purviance meewerkten. Daarna werd zijn carrière abrupt onderbroken toen zijn platencontract bij RCA Novus niet werd verlengd. Hollyday begon vervolgens te werken als leraar, aanvankelijk in 1997 op de Orange Glen High School in Escondido. In 1998 wisselde hij naar de Valley Center High School in Valley Center, waar hij les gaf aan en werkte met jazzensemble-klassen en de schoolband. Hollyday studeerde in 2004/2005 af aan de San Diego State University.

## Discografie
- 1989: Christopher Hollyday(RCA Novus)
- 1990: On Course (RCA Novus)
- 1991: The Natural Moment (RCA Novus)
- 1991: And I'll Sing Once More (RCA Novus)